# Secretari de Premsa de la Casa Blanca
El Secretari de Premsa de la Casa Blanca (en anglès i oficialment White House Press Secretary) és un alt funcionari de la Casa Blanca, la responsabilitat principal del qual és actuar com a portaveu del Govern federal dels Estats Units i davant els mitjans de comunicació de qualsevol mena (nacional o internacional; públic o privat; virtual o escrit, etc ...). Generalment aquesta persona ofereix conferències de premsa diàriament.
El secretari de premsa s'encarrega de recollir informació sobre les accions i esdeveniments dins de l'administració presidencial i les qüestions i la difusió dels comunicats oficials del govern, respecte de la seva posició davant diferents fets que puguin produir-se al món.
El secretari de premsa és un càrrec de nomenament discrecional per part del president, sense que calgui el consell i consentiment del Senat dels Estats Units, tot i que a causa de les freqüents intervencions davant els mitjans de comunicació, que al seu torn informen al públic, el càrrec segueix gaudint de gran importància fora del gabinet presidencial pròpiament dit.